# (5745) 1991 AN
(5745) 1991 AN là một tiểu hành tinh vành đai chính. Nó được phát hiện bởi Tsutomu Hioki và Shuji Hayakawa ở Okutama, Nishitama District, Tokyo, Nhật Bản, ngày 9 tháng 1 năm 1991.